# Masenqo
Il masenqo (ማሲንቆ; tigrina: ጭራ-ዋጣ (ዋጣ), noto anche come masinko, è un liuto ad arco a corda singola comunemente presente nelle tradizioni musicali dell'Etiopia. Come lo krar, questo strumento è usato dai menestrelli etiopi chiamati azmaris ("cantante" in amarico). Anche se ha una funzione puramente di accompagnamento nelle canzoni, il masenqo richiede un notevole virtuosismo, poiché gli azmari si accompagnano mentre cantano.

## Costruzione e progettazione
Il risonatore quadrato o a forma di diamante è costituito da quattro piccole assi di legno incollate insieme, quindi ricoperte con pergamena tesa o pelle grezza. La corda singola è tipicamente costituita da crine di cavallo e passa sopra un ponte. Lo strumento è accordato mediante un grande pirolo per adattarsi all'estensione della voce del cantante. Può essere suonato sia dalla mano destra che da quella sinistra, e la mano che non usa l'arco poggia leggermente sulla parte superiore della corda.

## Altri strumenti dell'Africa Occidentale
- Abdouli Diakite
- Adama Dramé
- Agogô
- Ashiko
- Balafon
- Bongo
- Calabash
- Campanaccio
- Caxixi
- Djolé
- Dunun
- Famoudou Konaté
- Fiddle
- Junjung
- Kassoum Diarra
- Kora
- Mamady Keïta
- N'jarka
- Sabar
- Seydou Kienou[4]
- Shekere
- Tamburo parlante
- Timple
- Udu
- Xalam